# West Deeping
West Deeping est une paroisse civile et un village du Lincolnshire, en Angleterre.